# Sphaeridiotrema spinoacetabulum
Sphaeridiotrema spinoacetabulum är en plattmaskart. Sphaeridiotrema spinoacetabulum ingår i släktet Sphaeridiotrema och familjen Psilostomatidae. Inga underarter finns listade i Catalogue of Life.